# Cantone di Luçon
Il Cantone di Luçon è una divisione amministrativa dell'arrondissement di Fontenay-le-Comte.
A seguito della riforma complessiva dei cantoni del 2014 è passato da 10 a 21 comuni.

## Composizione
Prima della riforma del 2014 comprendeva i comuni di:
- L'Aiguillon-sur-Mer
- Chasnais
- Grues
- Lairoux
- Luçon
- Les Magnils-Reigniers
- Saint-Denis-du-Payré
- Sainte-Gemme-la-Plaine
- Saint-Michel-en-l'Herm
- Triaize

Dal 2015 comprende i comuni di:
- Chaillé-les-Marais
- Champagné-les-Marais
- Chasnais
- Grues
- Le Gué-de-Velluire
- L'Île-d'Elle
- Lairoux
- Luçon
- Les Magnils-Reigniers
- Moreilles
- Mouzeuil-Saint-Martin
- Nalliers
- Pouillé
- Puyravault
- Saint-Denis-du-Payré
- Saint-Michel-en-l'Herm
- Sainte-Gemme-la-Plaine
- Sainte-Radégonde-des-Noyers
- La Taillée
- Triaize
- Vouillé-les-Marais